# Звягино (Осташковский район)
Звягино — деревня в Осташковском городском округе Тверской области.

## География
Находится в западной части Тверской области на расстоянии приблизительно 10 км на запад по прямой от города Осташков на северо-восточном берегу озера Сабро.

## История
Деревня была показана ещё на карте 1825 года. В 1859 году здесь (деревня Осташковского уезда) было учтено 17 дворов, в 1939 — 23. До 2017 года входила в Ботовское сельское поселение Осташковского района до их упразднения.

## Население
Численность населения: 163 человека (1859 год), 21 (русские 100 %) 2002 году, 20 в 2010.